# Jozef Chramec
Jozef Chramec (4. listopadu 1922 Mýto pod Ďumbierom – 17. ledna 1994 Praha) byl československý voják a příslušník výsadku Courier-5.

## Mládí
Narodil se 4. listopadu 1922 v Mýtě pod Ďumbierom v okrese Brezno nad Hronom. Otec byl řezník a později dělník, matka se jmenovala Mária, za svobodna Trojtelová. Měl tři sourozence.
Po absolvování obecné školy se u otce vyučil řezníkem, z existenčních důvodů ale od roku 1940 pracoval v železárnách v Podbrezové. 1. října 1942 nastoupil základní vojenskou službu u 2. pěšího pluku v Turčianskom Svätom Martině. Jako spojař byl nejdříve odeslán na východní frontu do Minska a 20. října 1943 již v hodnosti svobodníka byl přeložen do Itálie na opevňovací práce. 20. května 1944 zběhl a 28. května 1944 byl zajat Američany. V zajateckém táboře souhlasil se zařazením do programu výsadkových operací. Na československé vojenské misi v Bari prodělal od 1. července do 15. září parakurz a kurzy spojovací a zpravodajský. Ten samý den byl povýšen na desátníka.

## Nasazení
15. září 1944 byl společně s velitelem I. Erösem a F. Holým vysazen poblíž Liptovské Mary na Slovensku. Díky Ch. Reikové z výsadku Amsterdam se podařilo nahradit vysílačku, která se poškodila při doskoku. Podařilo se mu navázat spojení s čs. základnou v Bari. V noci z 25. na 26. září 1944 byl společně s Holým unesen ze základny. Ze zajetí s Holým uprchli 10. listopadu 1944. V prosinci se dostal k partyzánům z oddílu Alexander Něvskij, v jejichž řadách bojoval až do přechodu fronty 26. března 1945, kdy se přihlásil u čs. branné moci.
Byl zařazen jako instruktor pro výcvik nováčků v Kežmarku. Zde ale onemocněl tyfem[nepřesný odkaz], z něhož se léčil až do června 1945.

## Po válce
Po vyléčení byl přeložen do Prahy a zařazen k MNO. V hodnosti poručíka byl 11. října 1945 odvelen do Milovic k 1. instruktážního praporu. Od 15. ledna do 31. července absolvoval školu pro důstojníky pěchoty. Od 31. srpna do 31. prosince sloužil jako velitel roty u 48. pěšího praporu. Od 1. ledna 1947
odešel do zálohy, neboť odmítl převelení do Příbrami.
Po odchodu z armády začal pracovat jako řezník v Praze. Po výkonu trestu za vykonstruovaný případ sabotáže nastoupil jako dělník do Avie v Praze, kde pracoval až do odchodu do důchodu. 30. prosince 1991 byl povýšen do hodnosti majora pěchoty. Zemřel 17. ledna 1994 v Praze.

## Vyznamenání
- 1946 -  Československý válečný kříž 1939
- 1946 -  Československá medaile Za zásluhy I. stupně
- 1946 -  Československá medaile Za chrabrost před nepřítelem